# 奥野純一
奥野 純一（おくの じゅんいち、1937年12月 - ）は、日本の国文学者。元筑波大学教授、元皇學館大学文学部教授。三重県出身。
専門は国文学、特に連歌の研究に従事。

## 来歴
- 1963年　東京教育大学文学部卒業
- 1969年　東京教育大学大学院文学研究科博士課程単位取得
- 1969年　東京教育大学文学部助手
- 1974年　筑波大学文芸・言語学系講師
- 1976年　筑波大学文芸・言語学系助教授
- 1986年　筑波大学文芸・言語学系教授
- 1991年　皇學館大学文学部教授

## 著書

### 単著
- 『伊勢神宮神官連歌の研究』（日本学術振興会、1975年）
- 『小学校国語科教育法の基礎』（デジタル版）（国語表現能力開発研究所、2007年）

### 編著
- 『二根集』上・下（古典文庫、1974-1975年）
- 『連歌総目録』（共編）（明治書院、1997年）

### 共著
- 『日本における生と死の思想』（田村芳朗・源了円編）（有斐閣、1977年）
- 『文学の根拠』（筑波大学理論文学研究会編）（冬樹社、1978年）
- 『抒情の伝統』（伊藤博編）（図書刊行会、1979年）
- 『応用言語学講座6』（林四郎編）（明治書院、1986年）
- 『日本古典文学の諸相』（桑原博史編）（勉誠社、1997年）

### 講演録
- 『世阿弥の生活と芸能』（皇學館大学出版部、1997年）